# Roser Tarragó
Roser Tarragó Aymerich (Barcellona, 25 marzo 1993) è una pallanuotista spagnola.

## Palmarès
- Olimpiadi

Londra 2012: 
Tokyo 2020: 
- Mondiali

Barcellona 2013: 
Gwangju 2019: 
- Europei

Budapest 2014: 
Budapest 2020: 
- Coppa del mondo

Chanty-Mansijsk 2014: 
- World League

Shanghai 2016: